# Альбертини, Йоханнес Баптиста фон
Йоха́ннес Бапти́ста фон Альберти́ни (нем. Johannes Baptista von Albertini; 17 февраля 1769, Нойвид-ам-Райн, Германия — 6 декабря 1831, Бертельсдорф, Германия) — немецкий священник, ботаник и миколог. С 1814 года  епископ, с 1824 года духовный лидер моравских братьев.

## Печатные труды
- «Conspectus Fungorum in Lusatiae Superioris Agro Niskiense Crescentium e Methodo Persoonia», Leipzig, 1805 (совместно с Льюисом Дэвидом фон Швайницем)